# Sparta (Kentucky)
Sparta – miasto w Stanach Zjednoczonych, w stanie Kentucky, w hrabstwie Gallatin.